# Anders Svensson (Göteborg)
Anders Svensson (Göteborg, 17 juli 1976) is een voormalig Zweeds profvoetballer. Sinds 2013 is hij met 148 interlands recordinternational voor het Zweeds voetbalelftal.

## Clubcarrière
Anders Svensson begon te voetballen bij Guldhedens IK in Göteborg. Hij was al op vroege leeftijd een talent en speelt als tiener voor Hestrafors IF in Bollebygd. In 1993 verhuisde Svensson naar IF Elfsborg, dat toen nog in de Superettan speelde. In 1996 werd hij met IF Elfsborg kampioen van de Superettan en promoveerde naar de Allsvenskan. Andere bekende spelers van die ploeg waren Tobias Linderoth en Fredrik Berglund.
In 2001 won hij de Beker van Zweden met IF Elfsborg tegen AIK na strafschoppen. In 2001 verliet Svensson IF Elfsborg en ging in de Premier League spelen voor Southampton. Svensson speelde daar enkele wisselvallige seizoenen en paste niet altijd in de filosofie van de Schotse trainer Gordon Strachan. In 2005 keerde Svensson terug naar IF Elfsborg toen zijn contract bij Southampton niet werd verlengd. Zijn terugkeer werd een succes, werd aanvoerder en had een groot aandeel in het kampioenschap van IF Elfsborg in 2006.

## Interlandcarrière
Onder leiding van bondscoach Tommy Söderberg maakte Anders Svensson zijn debuut voor het Zweeds nationaal elftal op 27 november 1999 in de vriendschappelijke wedstrijd in en tegen Zuid-Afrika (1–0). Andere debutanten in die wedstrijd waren Mattias Asper (AIK Solna), Marcus Allbäck (Örgryte IS), Jonas Wallerstedt (IFK Norrköping) en Tobias Linderoth (Stabæk IF). Svensson maakte deel uit van de Zweedse selectie voor het WK voetbal 2002 en het WK voetbal 2006. Op 9 september 2009 speelde hij tegen Malta zijn 100ste interland voor Zweden. Hiermee komt hij bij de groep van vijf andere Zweedse voetballers die meer dan 100 interlands speelden: Thomas Ravelli (143), Roland Nilsson (116), Björn Nordqvist (115), Niclas Alexandersson (109) en Henrik Larsson (105). In zijn interlandcarrière kwam hij tot nog toe achttienmaal tot scoren. Zijn grootste succes beleefde hij op het WK voetbal 2002, waar hij onder meer scoorde uit een vrije trap tegen Argentinië. In 2013 ging hij Thomas Ravelli (146) voorbij als recordinternational voor Zweden. Svensson speelde zijn 148ste en laatste interland op 15 november 2013 in de WK-kwalificatiewedstrijd (play-offs) tegen Portugal (1–0) in Lissabon.

## Privé
In juni 2007 trouwde hij met Emma Johansson.

## Clubstatistieken
| Seizoen                         | Club                            | Competitie     | Duels | Goals |
| ------------------------------- | ------------------------------- | -------------- | ----- | ----- |
| 1994                            | IF Elfsborg                     | Superettan     | 1     | 0     |
| 1995                            | IF Elfsborg                     | Superettan     | 26    | 3     |
| 1996                            | IF Elfsborg                     | Superettan     | 24    | 9     |
| 1997                            | IF Elfsborg                     | Allsvenskan    | 26    | 3     |
| 1998                            | IF Elfsborg                     | Allsvenskan    | 26    | 5     |
| 1999                            | IF Elfsborg                     | Allsvenskan    | 20    | 3     |
| 2000                            | IF Elfsborg                     | Allsvenskan    | 24    | 9     |
| 2001                            | IF Elfsborg                     | Allsvenskan    | 8     | 5     |
| 2001/2002                       | Southampton                     | Premier League | 34    | 4     |
| 2002/2003                       | Southampton                     | Premier League | 33    | 2     |
| 2003/2004                       | Southampton                     | Premier League | 30    | 0     |
| 2004/2005                       | Southampton                     | Premier League | 30    | 4     |
| 2005                            | IF Elfsborg                     | Allsvenskan    | 9     | 0     |
| 2006                            | IF Elfsborg                     | Allsvenskan    | 26    | 7     |
| 2007                            | IF Elfsborg                     | Allsvenskan    | 23    | 9     |
| 2008                            | IF Elfsborg                     | Allsvenskan    | 19    | 1     |
| 2009                            | IF Elfsborg                     | Allsvenskan    | 26    | 4     |
| 2010                            | IF Elfsborg                     | Allsvenskan    | 27    | 0     |
| 2011                            | IF Elfsborg                     | Allsvenskan    | 27    | 3     |
| 2012                            | IF Elfsborg                     | Allsvenskan    | 28    | 6     |
| 2013                            | IF Elfsborg                     | Allsvenskan    | 28    | 0     |
| 2014                            | IF Elfsborg                     | Allsvenskan    | 25    | 2     |
| Bijgewerkt tot 9 september 2015 | Bijgewerkt tot 9 september 2015 | Totaal         | 522   | 79    |

## Erelijst
IF Elfsborg
Internationaal
- UEFA Intertoto Cup: 2008
- Atlantic Cup: 2011

Nationaal
- Allsvenskan: 2006, 2012
- Svenska Cupen: 2000/01, 2013/14
- Svenska Supercupen: 2007